# Néronde
Néronde ist eine französische Gemeinde mit 482 Einwohnern (Stand: 1. Januar 2022) im Département Loire in der Region Auvergne-Rhône-Alpes (vor 2016 Rhône-Alpes). Die Gemeinde gehört zum Arrondissement Roanne und zum Kanton Le Coteau.

## Geographie
Die Gemeinde Néronde liegt am Nordwestrand der Monts du Lyonnais, etwa 46 Kilometer westnordwestlich von Lyon. Nachbargemeinden von Néronde sind Saint-Just-la-Pendue im Norden, Buissières im Osten, Pouilly-lès-Feurs im Süden, Balbigny im Westen sowie Saint-Marcel-de-Félines im Nordwesten. Am Nordwestrand der Gemeinde führt die Autoroute A89 entlang.

## Bevölkerungsentwicklung
| Jahr                       | 1962 | 1968 | 1975 | 1982 | 1990 | 1999 | 2011 | 2022 |
| Einwohner                  | 566  | 622  | 501  | 431  | 460  | 447  | 477  | 482  |
| Quellen: Cassini und INSEE |      |      |      |      |      |      |      |      |

## Sehenswürdigkeiten
- Kirche Nativité-de-Saint-Jean-Baptiste (Geburt Johannes' des Täufers)
- Kapelle Notre-Dame
- Schloss Loye

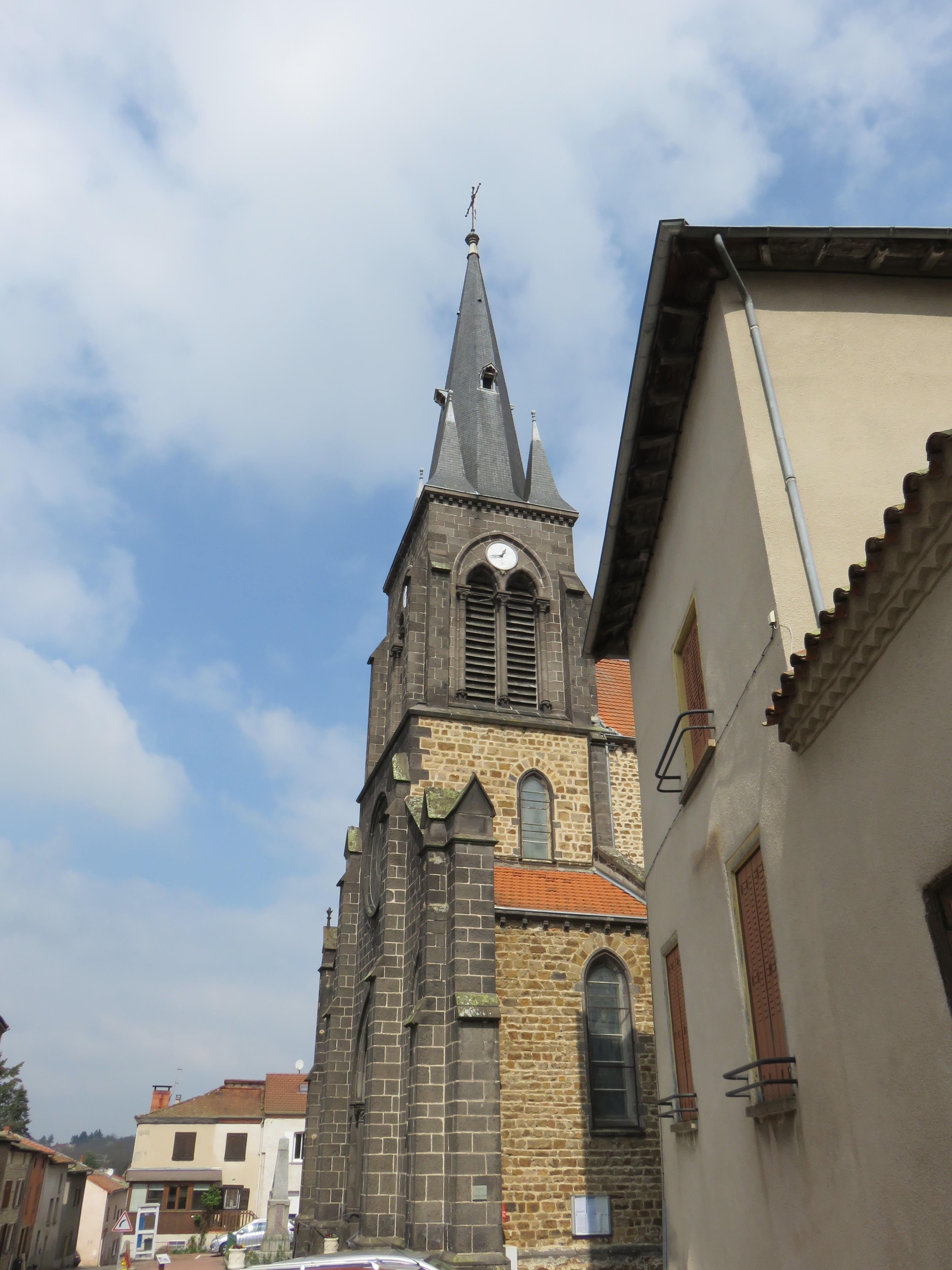
Kirche Nativité-de-Saint-Jean-Baptiste
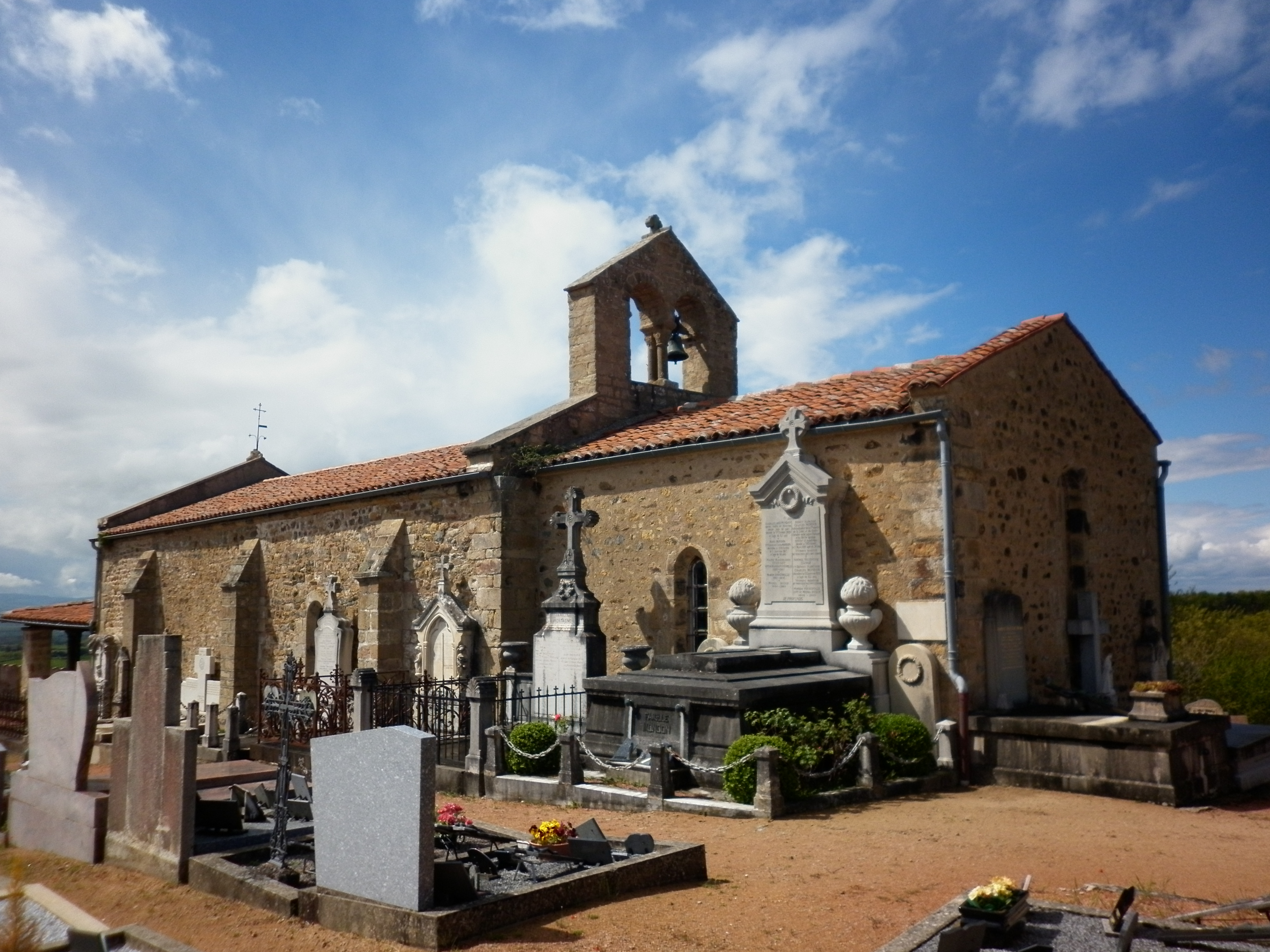
Kapelle Notre-Dame
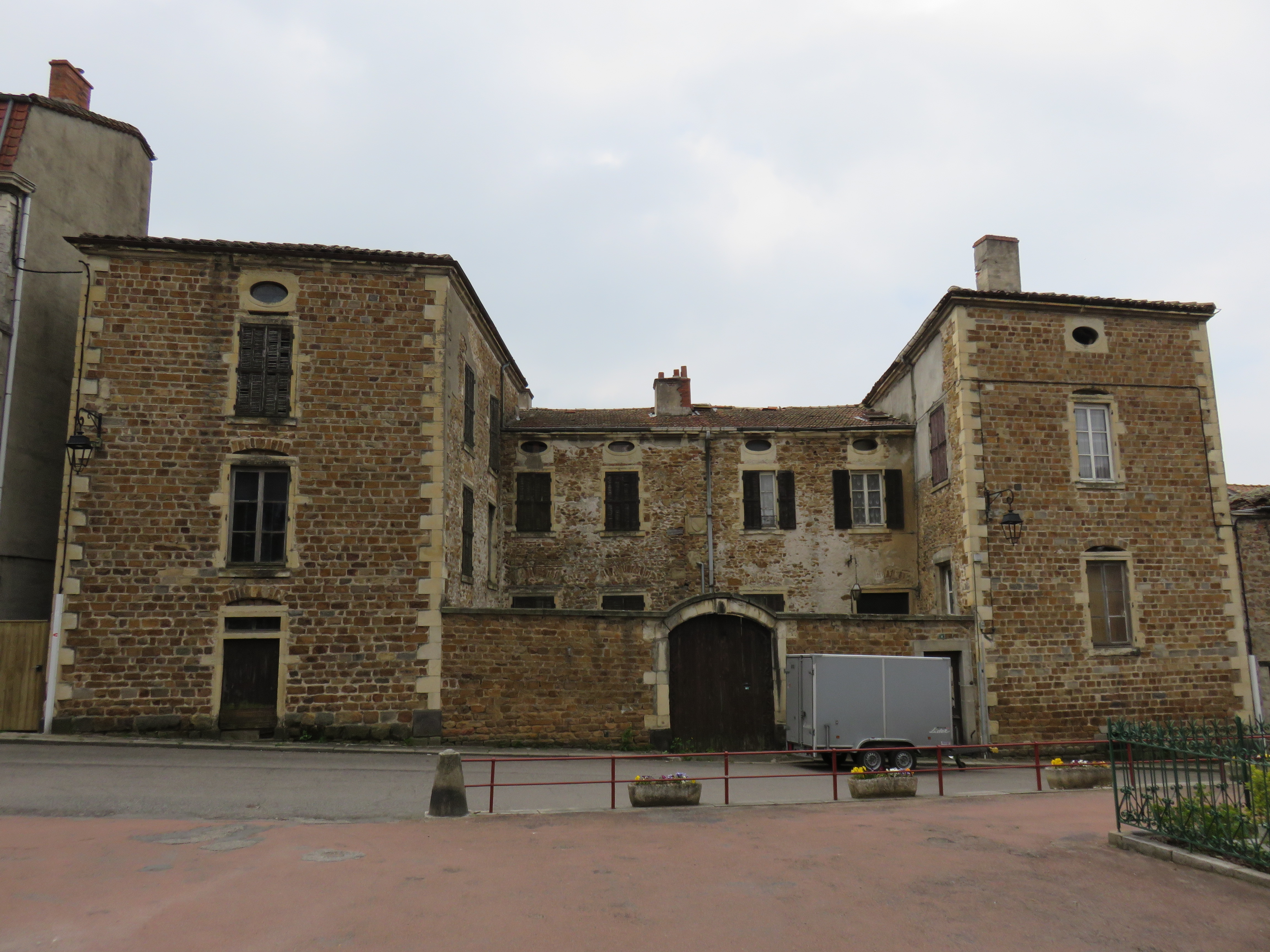
Befestigtes Haus „La Ferrière“
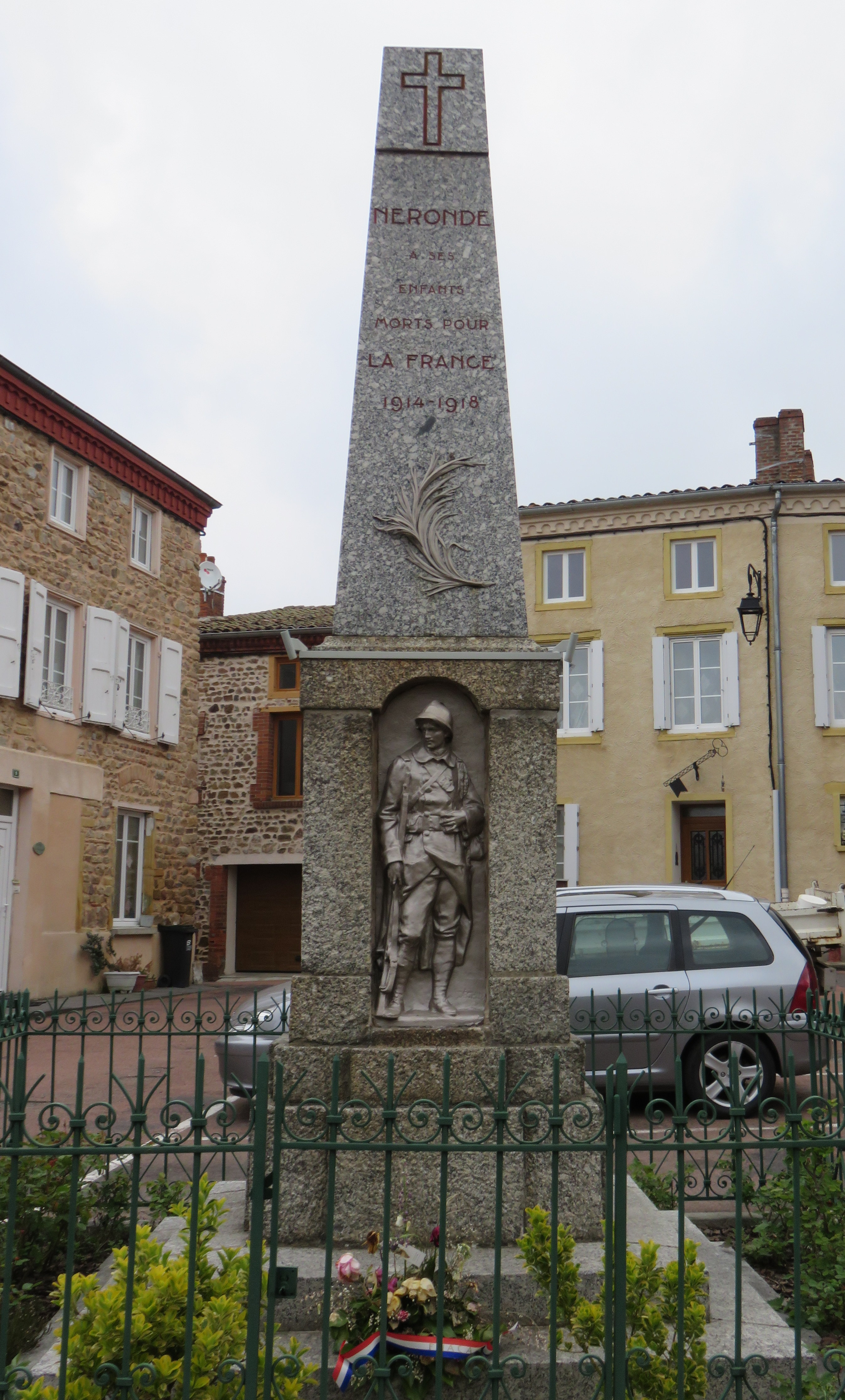
Gefallenendenkmal

## Persönlichkeiten
- Pierre Coton (1564–1626), Jesuit, Beichtvater von König Heinrich IV. und Ludwig XIII.